# キョウエイボーガン
キョウエイボーガン（欧字名:Kyoei Bowgun、1989年4月27日 - 2022年1月1日）は日本の競走馬。主な勝ち鞍に1992年の神戸新聞杯、中日スポーツ賞4歳ステークス。

## 競走馬時代
1989年生まれ、産駒出しの悪かった母インターマドンナはキョウエイボーガンの出産を最後に用途変更・廃用となり、キョウエイボーガンは生まれてすぐ母を失った。
1991年11月末、阪神開催の新馬戦でデビュー。逃げ切りで初戦勝利を挙げる。しかし次走と翌1月に出走した条件戦では、いずれも中団からレースを運んで大敗。直後には骨膜炎（ソエ）を発症し、休養に入った。
5月に条件戦で復帰、この競走から鞍上に松永幹夫を迎えた。ここで新馬戦と同様に逃げ戦法を採ると、2着に1馬身半差を付けて優勝、2勝目を挙げた。次走も先行し連勝すると、重賞初出走となった中日スポーツ賞4歳ステークスも逃げ切り優勝を果たした。秋を迎え、神戸新聞杯に出走。この競走も逃げ切りで重賞2連勝となり、菊花賞に向けた「夏の上がり馬」として一躍注目を集めた。
次走の京都新聞杯で、春のクラシック二冠馬ミホノブルボン、東京優駿（日本ダービー）2着のライスシャワーと初対戦する。当日は両馬に次ぐ3番人気に支持されたが、道中で本馬と同じく逃げ馬であるミホノブルボンに先頭を譲った結果、同馬の9着と大敗を喫する。スタートから先頭を切らなかったために、走りのリズムを崩したことが明らかと捉えた陣営は、菊花賞を迎えるに当たり「どのような結果となっても道中でミホノブルボンに先頭は譲らない」旨の宣言を出した。菊花賞の3000mという距離を不安視されている上、これまで他馬に競り掛けられた経験がないミホノブルボンは、同競走において史上5頭目のクラシック三冠達成が懸かるという事情があり、この宣言は大きな注目を集めた。
当日は前走から大きく人気を落とし、11番人気という評価となった。レースでは宣言通りミホノブルボンの先手を取って先頭に立ち、ハイペースのまま、2周目の第3コーナーまでミホノブルボン以下を先導した。その後第3コーナー出口で失速、そのまま後退し結果は16着に終わる。一方のミホノブルボンは前にキョウエイボーガンがいたことで掛かってしまい、直線半ばでライスシャワーに交わされて2着に敗れ、三冠は成らなかった。このため競走後には、「ミホノブルボンの三冠を邪魔した」として、キョウエイボーガン陣営を非難する声も上がった。
その後は、年末にオープン戦で2着となり翌1993年を迎えた。しかし以降は脚部不安を抱え、3戦で全て着外（5着以下）に終わり、競走馬を引退した。

## 競走成績
以下の内容は、netkeiba.comおよびJBISサーチに基づく。
| 競走日     | 競馬場 | 競走名             | 格      | 距離（馬場）  | 頭 数 | 枠 番 | 馬 番 | オッズ （人気） | 着順 | タイム （上り3F） | 着差 | 騎手      | 斤量 [kg] | 1着馬（2着馬）         | 馬体重 [kg] |
| ---------- | ------ | ------------------ | ------- | ------------- | ----- | ----- | ----- | --------------- | ---- | ----------------- | ---- | --------- | --------- | ---------------------- | ----------- |
| 1991.11.30 | 阪神   | 3歳新馬            |         | 芝1400m（良） | 10    | 6     | 6     | 013.00（4人）   | 01着 | R1:24.8（48.8）   | -0.4 | 0須崎昇   | 54        | （エクセレントバイオ） | 418         |
| 0000.12.14 | 阪神   | 千両賞             | 500万下 | 芝1600m（良） | 16    | 8     | 15    | 021.90（7人）   | 08着 | R1:38.7（49.6）   | -0.8 | 0須崎昇   | 54        | マイネルロゼッタ       | 420         |
| 1992.01.26 | 京都   | 寒梅賞             | 500万下 | ダ1400m（良） | 15    | 4     | 6     | 041.40（7人）   | 09着 | R1:27.5（51.5）   | -1.8 | 0岸滋彦   | 55        | ヒシマサル             | 420         |
| 0000.05.23 | 阪神   | 露草賞             | 500万下 | 芝1600m（良） | 11    | 7     | 9     | 015.20（6人）   | 01着 | R1:37.6（48.8）   | -0.2 | 0松永幹夫 | 55        | （キクノエリザベス）   | 424         |
| 0000.06.06 | 阪神   | 白藤S              | 900万下 | 芝1600m（良） | 13    | 5     | 6     | 009.50（6人）   | 01着 | R1:37.6（50.7）   | -0.1 | 0松永幹夫 | 55        | （ジャックローリー）   | 420         |
| 0000.07.05 | 中京   | 中日スポーツ賞4歳S | GIII    | 芝1800m（良） | 14    | 3     | 3     | 005.70（3人）   | 01着 | R1:48.2（36.3）   | -0.1 | 0松本達也 | 55        | （メイキングテシオ）   | 416         |
| 0000.09.27 | 阪神   | 神戸新聞杯         | GII     | 芝2000m（良） | 8     | 6     | 6     | 002.90（2人）   | 01着 | R2:05.2（49.2）   | -0.3 | 0松永幹夫 | 56        | （アラシ）             | 416         |
| 0000.10.18 | 京都   | 京都新聞杯         | GII     | 芝2200m（良） | 10    | 4     | 4     | 008.90（3人）   | 09着 | R2:16.1（51.5）   | -4.1 | 0松永幹夫 | 57        | ミホノブルボン         | 416         |
| 0000.11.08 | 京都   | 菊花賞             | GI      | 芝3000m（良） | 18    | 6     | 12    | 053.8（11人）   | 16着 | R3:07.8（50.1）   | -2.8 | 0松永幹夫 | 57        | ライスシャワー         | 416         |
| 0000.12.12 | 阪神   | ポートアイランドS  | OP      | 芝1600m（良） | 16    | 6     | 11    | 002.60（1人）   | 02着 | R1:35.8（49.4）   | -0.2 | 0松永幹夫 | 57        | ワイドバトル           | 420         |
| 1993.01.10 | 京都   | 洛陽S              | OP      | 芝1600m（重） | 16    | 5     | 9     | 004.00（1人）   | 15着 | R1:38.1（52.0）   | -3.7 | 0松永幹夫 | 58        | アクションシーン       | 416         |
| 1994.10.02 | 中京   | セントウルS        | GIII    | 芝1200m（良） | 16    | 5     | 10    | 115.2（14人）   | 08着 | R1:09.7（35.6）   | -1.0 | 0松永幹夫 | 57        | エイシンワシントン     | 444         |
| 0000.10.15 | 阪神   | オパールS          | OP      | 芝1200m（良） | 13    | 4     | 5     | 019.30（9人）   | 06着 | R1:09.1（35.4）   | -1.2 | 0松永幹夫 | 56        | ヒシクレバー           | 440         |

## 引退後
引退後は種牡馬になることはなく、用途未定のまま、引退競走馬などが乗馬クラブなどに買い取られるまでを過ごす牧場へ移動する。しかし、体格の小ささゆえ乗馬にも転用されることもなく、屠畜場へ出荷寸前であったという。だが、たまたま雑誌で読んだ菊花賞特集の「母親を失ったキョウエイボーガン」が頭から離れず、菊花賞のテレビで先頭を走る彼を応援していた本馬のファンであった女性が、調教師の野村に電話でキョウエイボーガンの居場所を尋ねたところ兵庫県にあるその牧場に繋養されているということを教えられ、女性が10万円で引き取ったことで命拾いする。それは出荷される2日前の出来事であった。1996年より引退名馬けい養展示事業の助成対象となり、土佐黒潮牧場に送られたあと、東京都西多摩郡の東京ホースビレッジを経て、2007年より群馬県吾妻郡東吾妻町の乗馬クラブ「乗馬クラブアリサ」で余生を送った。その間、女性が高齢となり経済的にも単独で支援していくことが厳しくなったため、NPO法人引退馬協会との協議の上、協会がフォスターホースの一頭として受け入れることとなった。なお、女性も預託料の一部を引き受ける形で預託に参与することとなり、馬自体は高齢のため現在地からは移動させないこととなった。功労馬になってからは一度蟻洞になった時期があったが、回復している。
レガシーワールドの没後は1992年クラシック世代の中で重賞レースを勝ち取った馬で最後の存命馬となっていた。しかし、2021年末頃より、数年来の持病であった蹄葉炎が悪化し、蹄をついて立てない状態となった。年が明けた2022年1月1日の朝方、介助があっても立ち上がれない状態になったため、獣医師によって安楽死の処置がとられ、同日9時15分頃に死亡した。33歳没。

## 血統表
| キョウエイボーガンの血統                         | キョウエイボーガンの血統                                 | キョウエイボーガンの血統                                 | （血統表の出典）                                         | （血統表の出典） |
| 父系                                             | オーエンテューダー系（ハイペリオン系）                   | オーエンテューダー系（ハイペリオン系）                   | オーエンテューダー系（ハイペリオン系）                   | [ § 2 ]          |
| 父 *テュデナム Tudenham 1970 黒鹿毛 アイルランド | 父の父Tudor Melody 1956 黒鹿毛 イギリス                  | Tudor Minstrel                                           | Owen Tudor                                               | Owen Tudor       |
| 父 *テュデナム Tudenham 1970 黒鹿毛 アイルランド | 父の父Tudor Melody 1956 黒鹿毛 イギリス                  | Tudor Minstrel                                           | Sansonnet                                                |                  |
| 父 *テュデナム Tudenham 1970 黒鹿毛 アイルランド | 父の父Tudor Melody 1956 黒鹿毛 イギリス                  | Matelda                                                  | Dante                                                    | Dante            |
| 父 *テュデナム Tudenham 1970 黒鹿毛 アイルランド | 父の父Tudor Melody 1956 黒鹿毛 イギリス                  | Matelda                                                  | Fairy Hot                                                |                  |
| 父 *テュデナム Tudenham 1970 黒鹿毛 アイルランド | 父の母Heath Rose 1964 鹿毛 イギリス                      | Hugh Lupus                                               | Djebel                                                   | Djebel           |
| 父 *テュデナム Tudenham 1970 黒鹿毛 アイルランド | 父の母Heath Rose 1964 鹿毛 イギリス                      | Hugh Lupus                                               | Sakountala                                               |                  |
| 父 *テュデナム Tudenham 1970 黒鹿毛 アイルランド | 父の母Heath Rose 1964 鹿毛 イギリス                      | Cherished                                                | Chanteur                                                 | Chanteur         |
| 父 *テュデナム Tudenham 1970 黒鹿毛 アイルランド | 父の母Heath Rose 1964 鹿毛 イギリス                      | Cherished                                                | Netherton Maid                                           |                  |
| 母 インターマドンナ 1979 栗毛 日本               | 母の父*テスコボーイ Solonaway 1946 鹿毛 アイルランド     | Princely Gift                                            | Nasrullah                                                | Nasrullah        |
| 母 インターマドンナ 1979 栗毛 日本               | 母の父*テスコボーイ Solonaway 1946 鹿毛 アイルランド     | Princely Gift                                            | Blue Gem                                                 |                  |
| 母 インターマドンナ 1979 栗毛 日本               | 母の父*テスコボーイ Solonaway 1946 鹿毛 アイルランド     | Suncourt                                                 | Hyperion                                                 | Hyperion         |
| 母 インターマドンナ 1979 栗毛 日本               | 母の父*テスコボーイ Solonaway 1946 鹿毛 アイルランド     | Suncourt                                                 | Inquisition                                              |                  |
| 母 インターマドンナ 1979 栗毛 日本               | 母の母フジウイン 1967 鹿毛 日本                          | *ムーティエ Moutiers                                     | Sicambre                                                 | Sicambre         |
| 母 インターマドンナ 1979 栗毛 日本               | 母の母フジウイン 1967 鹿毛 日本                          | *ムーティエ Moutiers                                     | Ballynash                                                |                  |
| 母 インターマドンナ 1979 栗毛 日本               | 母の母フジウイン 1967 鹿毛 日本                          | シルバーウイン                                           | *ガーサント                                              | *ガーサント      |
| 母 インターマドンナ 1979 栗毛 日本               | 母の母フジウイン 1967 鹿毛 日本                          | シルバーウイン                                           | *フェロンウッド F-No.2-f                                 |                  |
| 母系(F-No.)                                      | 2号族(FN:2-f)                                            | 2号族(FN:2-f)                                            | 2号族(FN:2-f)                                            | [ § 3 ]          |
| 5代内の近親交配                                  | Nasrullah4×5=9.38%、Hyperion5×4=9.38%、Nearco5×5×5=9.38% | Nasrullah4×5=9.38%、Hyperion5×4=9.38%、Nearco5×5×5=9.38% | Nasrullah4×5=9.38%、Hyperion5×4=9.38%、Nearco5×5×5=9.38% | [ § 4 ]          |
| 出典                                             | 1. 2. 3. 4.                                              | 1. 2. 3. 4.                                              | 1. 2. 3. 4.                                              | 1. 2. 3. 4.      |